# A5407CA
A5407CA（えーごーよんぜろななしーえー）は、カシオ計算機が開発した、KDDIおよび沖縄セルラー電話のauブランドの携帯電話である。

## 特徴
A5403CAのマイナーチェンジモデルであり、A5403CAでは3枚のレンズで構成されていたカメラ部分は本機種で4枚のレンズに変更されるなどの改良が加えられている。

また、A5403CAで問題となっていた撮影した画像の周囲が暗くなるいわゆる暗黒オーラも改善されている。

## 沿革
- 2004年5月17日 - KDDIより発表。
- 2004年6月25日 - 発売開始。